# Michael Steinbach
Michael Steinbach, född den 3 september 1969 i Überlingen i Tyskland, är en tysk roddare.
Han tog OS-guld i scullerfyra i samband med de olympiska roddtävlingarna 1992 i Barcelona.